# Transmissió multimèdia sobre IP
La Transmissió multimèdia sobre IP permet als usuaris intercanviar, descarregar o gaudir en directe de tota mena de continguts audiovisuals, aprofitant els avantatges que ofereix el  protocol de xarxa IP.

## Tecnologies i tècniques necessàries
Paral·lelament als últims anys s'han desenvolupant una sèrie de tecnologies dins del marc del processament audiovisual, codificació i telemàtica sense les quals no seria viable el gran moviment de dades que cal a l'hora de transmetre certs arxius multimèdia.
Per una banda els codificadors o còdec per a reduir la taxa de bits tant d'àudio i vídeo tals com mpeg, són imprescindibles donat el gran volum de molts d'aquests arxius, especialment els de vídeo. Molts d'aquests compressors treballen en el pla espectral o freqüencial tant en imatge com en àudio, aprofitant les característiques tant de l'oïda (psicoacústica) com de la visió (SVH) per a eliminar la informació que no som capaços d'apreciar.Així doncs es combinen tant les tècniques de processament d'imatge i àudio, com el coneixement de la resposta humana amb les possibilitats de la codificació entròpica.
Per altra banda els contenidors multimèdia permeten multiplexar i ordenar les dades, de forma que coneixent el seu format podrem accedir als diferents canals de vídeo, àudio o metadades.
D'altra banda s'ha hagut d'esperar que l'amplada de banda disponible pels usuaris fos prou gran per permetre moure les dades en un temps raonable, així com l'optimització de les xarxes la capa d'enllaç de dades i de transport
, i oferir uns protocols que garanteixin una transmissió ordenada, ràpida i eficaç (QoS) especialment quan es tracta de dades que són reproduïdes en directe, situació en la qual els retards poden ser crítics.

## Possibles formes de descàrrega
Les possibilitats del trànsit IP són enormes, d'aquesta forma podem trobar una basta varietat de formes tals com la transmissió d'arxius de música, vídeo i de continguts audiovisuals en diversos formats (mp3, wav, wma, etc.), ràdios online, possibilitat de converses telefòniques a través de trànsit IP (VoIP), o transmissió de televisió per IP IPTV.
Encara que un arxiu és transmès independentment del contingut (els nodes només veuen informació binària), hi ha una àmplia gamma de possibilitats a l'hora de transmetre arxius multimèdia segons les necessitats del servei que desitgem oferir.

### Descarrega A través d'enllaços HTTP/FTP
A través dels protocols HTTP / FTP i un client capaç de suportar-los, és senzill descarregar des d'un servidor els continguts audiovisuals que hagin estat penjats.
Basant-se en aquest tipus de tecnologia trobem la popular pàgina youtube (que també pot treballar enviant fluxos de dades), o el cèlebre iTunes d'Apple.

### Podcasts
Les subscripcions tipus podcast son també una forma de descarregar-se continguts audiovisuals. En aquest cas, algunes plataformes podcast també ens permeten rebre dades en streaming. Per a penjar aquests podcasts una de les eines més accessibles per l'usuari mitjà és el broadcast machine.

### P2P
A través de les xarxes tipus P2P és com es mou un volum més alt d'arxius multimèdia per internet. En aquesta tecnologia tots els nodes treballen com a clients i servidors a la vegada, amb la qual cosa els usuaris s'encarreguen d'oferir els continguts i l'amplada de banda. El seu avantatge rau en la gran varietat disponible de continguts i la senzillesa de trobar el que hom busca. L'aplicació més popular sobre xarxes P2P és emule. Una variant molt utilitzada és bit torrent.

## Transmissió de flux en directe o live streaming
El streaming permet anar guardant en una memòria intermèdia les dades que són enviades. D'aquesta forma es pot anar reproduint l'arxiu sense necessitat que s'hagi descarregat completament. Va ser ideat gràcies a l'aparició del RealAudio. Segons el nombre de destinataris es parla d'unicast o multicast.

### Unicast o unidifusió

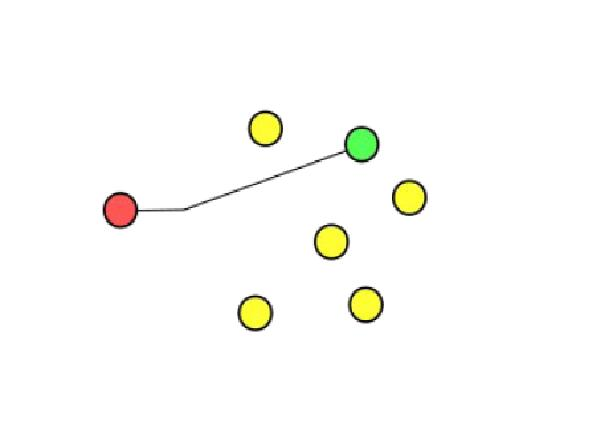
Diagrama unicast.

En aquest cas un únic equip envia i un que rep les dades. A diferència del multicast no necessitem reservar direccions, amb la qual cosa és més senzill realitzar una transmissió per Internet. Com a contra partida és menys eficient que la multidifusió quan es tracta d'enviar arxius a diversos destinataris, ja que l'emissor necessita una llista completa de recipients, així com reenviar cada un dels paquets als diferents receptors. Els clients de VoIP com skype fan servir transmissions d'unifusió.

### Mutlicast o multidifusió

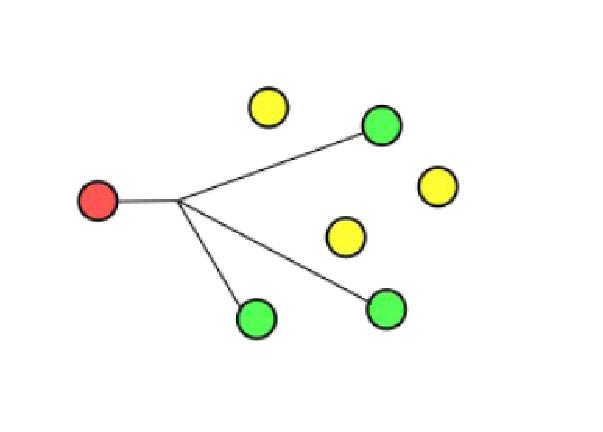
Diagrama multicast.

En aquest cas tenim comunicació entre un node que envia, i diversos que reben a la vegada. D'aquesta forma es pot unir a la transmissió d'un vídeo a través d'una xarxa privada en el qual ja hi ha usuaris connectats. També pot ser útil per dur a terme una videoconferència entre diversos participants. Per aquest tipus de transmissions hi ha una sèrie d'adreces IP reservades, les de tipus D des de l'adreça 224.0.0.0 fins al número 239.255.255.255. D'aquesta forma és possible enviar només una còpia de les dades per a una sola adreça corresponent al grup que s'enviin. Quan el camí als diferents receptors de l'adreça multicast divergeix és quan dupliquem les dades. Si es vol fer una transmissió multicast s'ha de sol·licitar una adreça de la IANA, d'altra forma només podrem fer transmissions multicast dintre de xarxes privades. En aquest cas existeix programari específic que pot facilitar la tasca tal com VLC media player. Podem trobar algunes transmissions de IPTV basades en multicast.

## Impacte a nivell empresarial
Les possibilitats del trànsit multimèdia sobre IP han obert una gran mercat per a les empreses de difusió audiovisual i de telefonia.
Algunes companyies, emulant el negoci de la televisió per cable, ofereixen subscripcions per, a través de IPTV, gaudir d'un ample ventall de canals de televisió. En aquest cas quan vulguem visualitzar un canal serà quan se’ns enviï el flux de dades. En aquest cas parlem de vídeo a la carta on tenim unidifusió.
D'aquesta manera només s'envia a l'usuari el canal que vol veure, a diferència de la televisió per cable on (pel fet que l'amplada de banda és quasi il·limitat) són enviats tots els canals muliplexats a la vegada.
A través d'un set-top box connectat al televisor, l'usuari pot gaudir dels canals que hagi contractat a través del pay per view, així com emmagatzemar els continguts que vulgui.
Així doncs s'obre un ventall de possibilitats respecte a la televisió analògica.
La interactivitat que ens ofereix internet també fa que les empreses puguin oferir opcions que amb TDT no són possibles (almenys si no es disposa d'un sintonitzador MHP) com comprar els productes que apareixen per pantalla o prohibir immediatament certs continguts a través del control paternal.
Les grans possibilitats d'aquest sistema fan que ja cobreixi el 10% de la facturació de les televisions de pagament a España, i que aquesta xifra hagi de créixer en el futur. A Europa on es segueixen les directrius del DVB s'ha d'imposar l'estàndard DVB-IPI.
Així com TV també podem trobar emissores de ràdio online. En aquest cas en principi només es pretén distribuir els continguts de franc i amb el suport de pàgines web. Aquest tipus de transmissió facilita l'aparició de noves ràdios, ja que a través de software lliure com icecast és possible la transmissió per internet, essent molt més car si es vol fer per l'aire. Un altre avantatge és que ens permet des de casa nostra escoltar emissores de qualsevol punt del planeta.
Una de les pioneres i més famoses dins la xarxa és Last.fm.
Les empreses telefòniques es troben amb la possibilitat d'oferir telefonia sobre IP gràcies a la tecnologia VoIP. A nivell d'usuari aquesta tecnologia ofereix uns preus molt reduïts, sobretot quan es tracta de comunicacions intercontinentals.
Una altra forma d'explotació és la descàrrega legal de música i vídeo per internet. Previ pagament, l'usuari pot subscriures durant un temps a uns determinats continguts. La indústria pornogràfica és una de les que més rendiment econòmic ha tret d'aquest sistema de pagament.
Per la seva banda companyies com Apple a través del servei iTunes, permet comprar la descàrrega d'arxius de música protegida a través de DRM. L'èxit d'aquest sistema ha estat gran tot i el gran nombre de descàrregues il·legals que es fan cada dia, i ja s'han superat les cinc mil milions de cançons venudes a través d'iTunes
A banda de les empreses subministradores de serveis sobre IP, moltes altres es veuran beneficiades. Per exemple avui en dia podem trobar un bon nombre d'empreses que treuen rendiment a la telefonia sobre IP, o que realitzen les videoconferències per internet.

## Adreces d'interès
- [Enllaç no actiu] PFC de Xènia Albà i Lorena Gomes, Vídeo sobre IP utilitzant programari lliure

- [Enllaç no actiu] PFC de Stefano Mosca, Live streaming and peer-to-peer television